# Otto I. (Münster)
Otto I. († 6. März 1218 bei Caesarea Maritima) war Bischof von Münster von 1204 bis 1218. Er kam aus dem oldenburgischen Grafenhaus und war ein Zeitgenosse seines Verwandten Graf Otto I. von Oldenburg. Man sollte ihn daher ebenso wenig „Otto (I.) von Oldenburg“ nennen, wie den Bremer Erzbischof der Jahre 1344–1348.
Sein Vater war Heinrich I., der Graf von Wildeshausen-Bruchhausen.
Otto (I.) setzte sich als Kandidat der welfischen Partei (im deutschen Thronstreit, 1198–1208) in einer Doppelwahl des Domkapitels als Bischof von Münster durch, nachdem u. a. der mit der Untersuchung der Wahl beauftragte Abt Heribert II. von Werden sich für Otto entschieden hatte. Die üblichen politisch-bischöflichen Aktivitäten kennzeichnen dann die Amtszeit des Prälaten, der sich u. a. um die wirtschaftliche Stärkung der in seinem Bistum liegenden Stifte und Klöster bemühte. Im Jahr 1217 schloss Otto sich dem Fünften Kreuzzug ins Heilige Land an, wobei er mit dem Kreuzzugsheer des Königs Andreas II. von Ungarn und des Herzogs Leopold VI. von Österreich nach Outremer gelangte. Spätestens Anfang November war der Bischof in Akkon, am 6. März 1218 soll er bei Caesarea gestorben sein.
Nach dem welfisch-deutschen Thronstreit, nach der allgemeinen Anerkennung König Ottos IV. (1208) und dessen Kaiserkrönung (1209) kam es im Jahr 1212 wieder zu Thronstreitigkeiten im deutschen Reich, diesmal zwischen dem staufisch-sizilischen König Friedrich II., der von Papst Innozenz III. unterstützt wurde, und Kaiser Otto IV. Friedrich setzte sich alsbald in Süddeutschland durch, und auch Bischof Otto I. von Münster schloss sich dem Staufer an, der 1214 und 1215 militärische Unternehmungen an den Niederrhein unternahm. Otto begab sich also auf einen Hoftag Friedrichs nach Koblenz (Mitte bis Ende März 1214), doch Anhänger Kaiser Ottos nahmen ihn – nach dem Abfall seiner Dienstleute und der Bürger von Münster – in Köln gefangen. Inhaftiert wurde der Bischof in der niederrheinischen Pfalz Kaiserswerth, befreit von dem auf staufischer Seite stehenden Graf Adolf III. von Berg nach einer rund viermonatigen Belagerung und schließlichen Übergabe der Burg am 24. Juli 1215. Noch auf dem Vierten Laterankonzil Papst Innozenz’ III. im November 1215 war die Gefangennahme Bischof Ottos ein Grund dafür, dass der gebannte Kaiser Otto IV. nicht rekonziliert wurde. Auch für die Bürger von Münster und die bischöflichen Ministerialen hatte die Gefangennahme des Bischofs Folgen: sie wurden exkommuniziert, die Stadt Münster mit dem Interdikt belegt.